# Peter Lodynski
Peter Lodynski   (Viena, 12 d'octubre de 1936 - 26 de setembre de 2021), de vegades escrit també Lodinsky, va ser un actor, artista de cabaret, director, escriptor i mag austríac.

## Biografia
Estudià inicialment medicina, abans de passar als estudis de teatre i història de l'art. Al mateix temps, va assistir a l'Acadèmia de Cinema de Viena i es va graduar a la Schauspielschule Krauss amb honor.
Els anys 1960 i 1961 va tenir les seves primeres aparicions al cabaret de Gerhard Bronner al Theater am Kärntnertor. El 1963 va fundar el seu propi cabaret, Der Würfel, al Himmelpfortgasse de Viena amb els seus amics de Graz, i va produir programes satírics concebuts innovadorament, amb intersecció de components màgics i sofisticats per a l'ull de l'espectador.
Com a resultat va debutar a la televisió i es va convertir en l'autor i director de més de 250 produccions televisives. Entre 1969 i 1984, va treballar gairebé exclusivament per a televisió. El 1970 va presentar el programa de televisió die 70er. El 1976 va dirigir la sèrie de televisió de 13 episodis Peter Voss, der Millionendieb. Als espectacles de màgia Lodynski’s Orpheum – Himmlische Geschichten i Die Magier sind unter uns així com en alguns altres projectes, va treballar juntament amb Chris Lohner. Del 1996 al 2000 va aparèixer a la mostra de màgia Unter der grünen Lampe. El seu èxit probablement més gran i també molt guardonat internacionalment va ser la Lodynski's Flohmarkt Company escrita amb Felix Dvorak, una altra fita dedues parts Wien nach Noten després de les notes amb l'Orquestra Filharmònica de Viena.
El 1972, Lodynski va escenificar el monodrama k.u.k. Scharfrichter Josef Lang amb Felix Dvorak en el paper principal. El 1985 Lodynski va tornar als escenaris i va treballar com a artista de cabaret i actor en obres de Franz Kafka, Johann Nestroy o Georges Feydeau. El full-rounder també treballa com a escriptor i va escriure obres com Un-tierisch-heiter (1989), Wien von hinten (1990) i la comèdia Mein Name ist Hase (1993).
Ja a mitjan anys setanta, Peter Lodynski va abordar temes mediambientals en les seves produccions satíriques, convertint-lo en un dels pioners en la popularització d'aquesta temàtica.
Va estar casat un temps amb l'actriu Mirjam Dreifuss. El seu fillastre és l'artista i actor de cabaret Christoph Fälbl. Peter Lodynski va mantenir una relació amb l'escriptora austríaca Brigitte Schwaiger a principis dels anys 70. A les seves memòries, l'acusa de publicar guions seus amb el seu nom. A més, es diu que la va obligar a avortar.
Més recentment, va aparèixer a la sèrie de comèdia austríaca Tohuwabohu, així com a diverses produccions del Gloria-Theater de Viena i en col·laboració amb el Neuen Wiener Lyriker Gerhard Blaboll.

## Filmografia
- 1968: 69 Liebesspiele

## Premis
per a la seva producció de televisió Lodynski’s Flohmarkt Company
- Rose d'Or de Montreux: Premi de la premsa i Premi especial de la ciutat de Montreux (1971)
- Hollywood Award of World TV
- Chaplin-Preis (1971)
- 2002: Medalla de plata per serveis a la província de Viena
- 2008: Medalla d'honor de la capital federal Viena en plata[4]